# Innbach (Winklbach)
Der Innbach, auch Rotbach, ist ein Fließgewässer im bayerischen Landkreis Rosenheim. Er entsteht in Rohrdorf, bevor er nach kurzem Lauf nach Westen nach Winkl von rechts in den Winklbach mündet.